# Carbonate de lanthane
Le carbonate de lanthane, est le sel formé par les cations lanthane(III) et les anions carbonate, de formule La2(CO3)3. C'est un minerai du lanthane métal (minéral bastnäsite), avec la monazite.

## Chimie
Le carbonate de lanthane est utilisé comme matière première dans la chimie du lanthane, en particulier en formant des oxydes mixtes, par exemple :
- pour la fabrication de manganite de lanthane dopé au strontium, principalement pour des applications de pile à combustible à oxyde solide ;
- pour la fabrication de certains supraconducteurs à haute température, tels que le La2-xSrxCuO2.

## Utilisations médicales
Le carbonate de lanthane est utilisé en médecine comme liant de phosphate (en). Comme médicament, il est vendu sous la marque commerciale Fosrenol par la compagnie pharmaceutique Shire Pharmaceuticals (en). En raison de sa grande taille (un comprimé de 1000 mg mesure 2,2 cm de diamètre), on peut risquer de s'étouffer avec la pastille si elle n'est pas mâchée. Il est prescrit pour le traitement de l'hyperphosphorémie, principalement chez les patients ayant une insuffisance rénale chronique. Il est pris lors des repas et se lie avec le phosphate alimentaire, empêchant le phosphate d'être absorbé par l'intestin. Pour les chats présentant une hyperphosphorémie, il est disponible sous la marque commerciale Renalzin par Bayer Animal Health.
Cependant, lorsque le carbonate de lanthane est utilisé pour traiter l'hyperphosphorémie, ses effets secondaires, à savoir la myalgie, les crampes musculaires et l'œdème périphérique, doivent être surveillés cliniquement.

## Autres applications
Le carbonate de lanthane est également utilisé pour teinter le verre, pour le traitement de l'eau et comme catalyseur pour le crackage des hydrocarbures.